# Marc Zoro
Marco André Zoro Kpolo (Abiyán, Costa de Marfil, 27 de diciembre de 1983), futbolista marfileño. Juega de defensa y su actual equipo es el Dijon FCO de la Ligue 1 de Francia. 

## Selección nacional
Ha sido internacional con la Selección de fútbol de Costa de Marfil, ha jugado 22 partidos internacionales y ha anotado 1 gol.

## Clubes
| Club                             | País     | Año       |
| -------------------------------- | -------- | --------- |
| Salernitana Calcio               | Italia   | 1999-2002 |
| FC Messina                       | Italia   | 2003-2007 |
| SL Benfica                       | Portugal | 2007-2011 |
| Vitória Setúbal(cedido)          | Portugal | 2008-2010 |
| FC Universitatea Craiova(cedido) | Rumania  | 2011      |
| Dijon FCO                        | Francia  | 2012-2013 |
| OFI Creta                        | Grecia   | 2013-     |